# Christian Sophus Klein
Christian Sophus Klein, född 17 augusti 1824, död 9 januari 1900, var en dansk politiker.
Klein var 1862-72 president i Sø- og Handelsretten, 1877-91 assessor i Højesteret, 1891-99 överpresident i Köpenhamn. Han var en skarp och kunnig juris vars ledning av Sø- og Handelsretten blev normgivande. Politiskt var Klein nationalliberal, vältalig och duglig. Han var medlem av Folketinget 1858-66, 1866-69, 1870-76 samt 1876-98, och medlem av Landstinget 1866. Klein satte sin prägel på talrika lagar och var justitieminister 1872-75. Efter att ha genomfört författningslagen för Island var han 1874-75 även minister för detta land. Klein kom senare att leda oppositionen inom högern mot Estrups provisoriepolitik.